# Marat Baglaï
Marat Viktorovitch Baglaï (en russe : Мара́т Ви́кторович Багла́й), né le 13 mars 1931 à Bakou (république socialiste soviétique d'Azerbaïdjan, URSS) et mort le 10 janvier 2024 à Moscou (Russie), est un avocat soviétique puis russe, connu pour avoir été le 3e président de la Cour constitutionnelle de Russie de 1997 à 2003. Il est également membre correspondant de l'Académie russe des sciences.

## Biographie

### Jeunesse et carrière
Né le 13 mars 1931 à Bakou, Marat Baglaï est diplômé de la faculté de droit de l'université d'État de Rostov en 1954,.
En 1957, il est diplômé de l'Institut d'études supérieures et de droit A.-Vychinski, actuel Institut d'État et de droit, et soutient sa thèse de candidat en sciences juridiques sur le thème « Questions juridiques du mouvement de grève aux États-Unis. » De 1957 à 1962, il travaille comme chercheur à l'Institut d'État et de droit, puis, de 1962 à 1967, il est professeur associé à l'Institut d'État des relations internationales de Moscou (MGIMO). En 1967, il soutient une thèse de doctorat en droit sur le thème « Activités sociales de l'État impérialiste : Aspects politiques et juridiques. »
En 1970, il a reçoit le titre de professeur de droit constitutionnel. De 1967 à 1977, il exerce les fonctions de chef du département de l'Institut du mouvement ouvrier international de l'Académie des sciences de l'URSS. De 1977 à 1995, il est vice-recteur de l'École supérieure du mouvement syndical. Dans la même période, il est également professeur de droit constitutionnel à l'Institut d'État des relations internationales de Moscou. Le 7 février 1995, il est élu juge à la Cour constitutionnelle de Russie.
Après son passage à la Cour constitutionnelle, il est de nouveau professeur au MGIMO, où il enseigne le droit constitutionnel des pays étrangers.

### Président de la Cour constitutionnelle

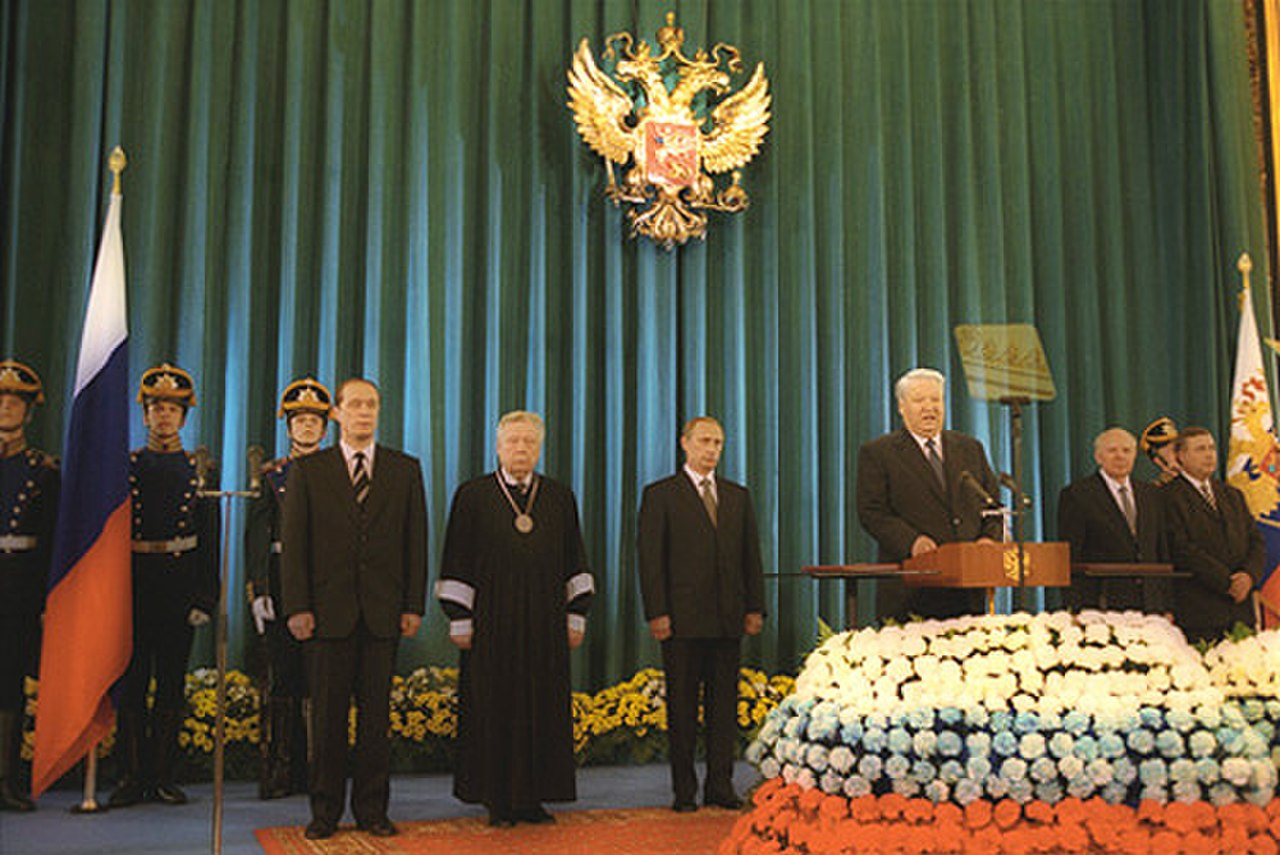
Marat Baglaï (deuxième à gauche) lors de l'investiture de Vladimir Poutine en 2000.

Le 13 février 1995, Marat Baglaï est pour la première fois nommé au poste de président de la Cour constitutionnelle, mais a perdu l'élection face à Vladimir Alexandrovitch Toumanov (ru). Le 20 février 1997, après s'être de nouveau présenté à la présidence de la Cour constitutionnelle, il y est élu pour un mandat de trois ans. Le 21 février 2000, il est réélu président de la Cour constitutionnelle de Russie.
Le 7 mai 2000, Vladimir Poutine prête serment devant Marat Baglaï. Le 21 février 2003, le mandat de Baglaï expire, et Valéri Zorkine (en) lui succède à la tête de la Cour constitutionnelle. Comme Marat Baglaï a alors déjà plus de 70 ans, il prend également sa retraite du poste de juge à la Cour constitutionnelle.

## Honneurs et récompenses
Marat Baglaï a reçu les récompenses suivantes :
- Ordre du mérite pour la patrie de 2e classe (11 mars 2001) - pour sa grande contribution personnelle au renforcement de la justice constitutionnelle et son travail fructueux à long terme[8] ;
- Ordre de l'Amitié des Peuples (1975)[9] ;
- Travailleur scientifique émérite de la fédération de Russie (12 juillet 1996) - pour ses mérites dans l'activité scientifique[10] ;
- Avocat honoré de Russie (5 juin 2003) - pour sa grande contribution au renforcement de l'État de droit et ses nombreuses années de travail assidu[11] ;
- Certificat d'honneur présidentiel (12 décembre 2008) - pour sa participation active à la préparation du projet de constitution de la fédération de Russie et sa contribution significative au développement de la base démocratique de la fédération de Russie[12] ;
- Certificat d'honneur gouvernemental (12 mars 2001) - pour une activité méritoire au nom de l'État, un travail fructueux à long terme et en relation avec le 70e anniversaire de sa naissance[13] ;
- Insigne de la Commission électorale centrale de la fédération de Russie (2008)[14] ;
- Ordre public « Nation russe » (2009)[15].